# Aeromot AMT-200
O Aeromot AMT-200 Super Ximango é uma aeronave motoplanador produzida no Brasil pela Aeromot.

## Características
A aeronave é construída em fibra de vidro, monoplano de asa baixa em consola, com trem de pouso convencional e uma cauda em "T". Motorizado com um motor Rotax 912 de 80 hp, possui cockpit lado a lado fechado para duas pessoas. As asas se dobram para armazenamento ou transporte.

## Versões
- AMT-200 - motor Rotax 912A;
- AMT-200S - motor Rotax 912S4;
- AMT-200SO - motor Rotax AMT-200S (versão de reconhecimento aéreo).

## Operadores
- Estados Unidos
  - Força Aérea dos Estados Unidos
    - Academia da Força Aérea dos Estados Unidos
    - Administração Nacional da Aeronáutica e Espaço
- Brasil
  - Polícia Militar do Paraná